# Hits (Joni Mitchell)
| Recensione                        | Giudizio |
| --------------------------------- | -------- |
| AllMusic                          | [ 1 ]    |
| The New Rolling Stone Album Guide | [ 2 ]    |

Hits è un CD di raccolta di Joni Mitchell, pubblicato dalla casa discografica Reprise Records nell'ottobre del 1996.

## Tracce
Tutti i brani composti e arrangiati da Joni Mitchell, eccetto Unchained Melody composto da Hy Zaret e Alex North.
1. Urge for Going – 5:08 – Brano registrato nel 1967, pubblicato nel 1972 solo come singolo
2. Chelsea Morning – 2:30 – Tratto dall'album: Clouds (1969)
3. Big Yellow Taxi – 2:16 – Tratto dall'album: Ladies of the Canyon (1970)
4. Woodstock – 5:25 – Tratto dall'album: Ladies of the Canyon (1970)
5. The Circle Game – 4:50 – Tratto dall'album: Ladies of the Canyon (1970)
6. Carey – 3:02 – Tratto dall'album: Blue (1971)
7. California – 3:48 – Tratto dall'album: Blue (1971)
8. You Turn Me On, I'm a Radio – 2:40 – Tratto dall'album: For the Roses (1972)
9. Raised on Robbery – 3:05 – Tratto dall'album: Court and Spark (1974)
10. Help Me – 3:22 – Tratto dall'album: Court and Spark (1974)
11. Free Man in Paris – 3:02 – Tratto dall'album: Court and Spark (1974)
12. River – 4:03 – Tratto dall'album: Blue (1971)
13. Chinese Café / Unchained Melody – 5:18 – Tratto dall'album: Wild Things Run Fast (1982)
14. Come in from the Cold – 7:31 – Tratto dall'album: Night Ride Home (1991)
15. Both Sides, Now – 4:30 – Tratto dall'album: Clouds (1969)

## Musicisti
Urge for Going
- Joni Mitchell - chitarra, voce

Chelsea Morning
- Joni Mitchell - chitarra, voce

Big Yellow Taxi
- Joni Mitchell - chitarra, voce
- Milt Holland - percussioni
- The Saskatunes - accompagnamento vocale, cori (bop vocals)

Woodstock
- Joni Mitchell - pianoforte elettrico, voce

The Circle Game
- Joni Mitchell - chitarra, voce
- The Lookout Mountain United Downstairs Choir - accompagnamento vocale, cori

Carey
- Joni Mitchell - dulcimer, voce
- Stephen Stills - basso, chitarra
- Russ Kunkel - batteria

California
- Joni Mitchell - dulcimer, voce
- James Taylor - chitarra acustica
- Sneaky Pete Kleinow - chitarra pedal steel
- Russ Kunkel - batteria

You Turn Me On, I'm a Radio
- Joni Mitchell - chitarra, voce
- Graham Nash - armonica
- Wilton Felder - basso
- Russ Kunkel - batteria
- Bobbye Hall - percussioni

Raised on Robbery
- Joni Mitchell - chitarra acustica, voce
- Robbie Robertson - chitarra elettrica
- Tom Scott - woodwinds, corno
- Max Bennett - basso
- John Guerin - batteria, percussioni

Help Me
- Joni Mitchell - chitarra acustica, voce
- Tom Scott - woodwinds, corno
- Joe Sample - pianoforte elettrico
- Max Bennett - basso
- John Guerin - batteria, percussioni

Free Man in Paris
- Joni Mitchell - chitarra acustica, voce
- José Feliciano - chitarra elettrica
- Larry Carlton - chitarra elettrica
- Jim Hughart - basso
- John Guerin - batteria, percussioni
- David Crosby - accompagnamento vocale, cori
- Graham Nash - accompagnamento vocale, cori

River
- Joni Mitchell - pianoforte, voce

Chinese Café / Unchained Melody
- Joni Mitchell - pianoforte acustico, voce
- Steve Lukather - chitarra elettrica
- Larry Williams - sintetizzatore prophet
- Larry Klein - basso
- John Guerin - batteria

Come in from the Cold
- Joni Mitchell - chitarra acustica, mellotron, tastiere, voce
- Larry Klein - basso, chitarra, percussioni
- Vinnie Colaiuta - batteria
- Alex Acuña - percussioni

Both Sides, Now
- Joni Mitchell - chitarra, voce[3]

Note aggiuntive
- Tutti i brani scritti ed arrangiati da Joni Mitchell, eccetto Unchained Melody, scritto da Hy Zaret e Alex North.
- Tutti i brani prodotti da Joni Mitchell, eccetto Come in from the Cold prodotto da Joni Mitchell e Larry Klein.